# Luigi V di Francia
Luigi V l'Ignavo, noto anche come Luigi l'Indolente, Luigi l'Infingardo e Luigi il Fannullone (967 circa – Senlis, 21 maggio 987), figlio del re franco Lotario IV e di Emma d'Italia, fu incoronato nel giugno del 979, ma assunse il potere effettivo solo dopo la morte del padre Lotario nel 986. La brevità del suo regno, nel corso del quale non realizzò niente d'importante gli valse il soprannome di fannullone. Fu l'ultimo dei carolingi a portare la corona.

## Biografia
Luigi nacque verso il 967. Era il figlio maggiore del re Lotario IV di Francia, il sovrano carolingio di Francia, e della regina Emma, figlia del re Lotario II d'Italia e dell'imperatrice Adelaide.
La domenica di Pentecoste, l'8 giugno 979, venne incoronato nell'abbazia di Saint-Corneille de Compiègne da Adalberone, arcivescovo di Reims, e quindi fu associato al trono dal padre Lotario.

### Il matrimonio
Nel 982 a Vieille-Brioude, nell'Alta Loira, il quindicenne Luigi si sposò con la quarantenne Adelaide d'Angiò, sorella del conte Goffredo I d'Angiò e due volte vedova per il suo precedente matrimonio con il conte Stefano di Gévaudan e il conte Raimondo di Tolosa, principe di Gothia. Questa unione fu puramente politica e organizzata dal re - seguendo i consigli della regina Emma e del conte Goffredo I - con il duplice scopo di ripristinare il potere reale carolingio nel sud del regno, e (secondo Richerus) di ottenere l'appoggio dei locali signori meridionali nella sua lotta contro i Robertingi: essendo ora imparentato per matrimonio con due delle più potenti famiglie comitali meridionali del regno, Lotario credeva di poter affrontare il potere di Ugo Capeto.
Subito dopo il loro matrimonio, Luigi e Adelaide furono incoronati re e regina d'Aquitania dal fratello di Adelaide, il vescovo Guido di le Puy. Fin dall'inizio, tuttavia, la coppia, male assortita, non fu in grado di vivere pacificamente insieme, non solo a causa della notoria differenza di età tra loro, ma (secondo Richerio) anche a causa dello stile di vita dissoluto di Luigi:
(Richerio: Historiarum libri quatuor, Académie impériale de Reims, Reims 1855, libro III, p. 339.)
Nel 984, dopo due anni di unione senza figli, Adelaide, stando a Rodolfo il Glabro, indusse con l'inganno il suo giovane marito a fare una visita in Aquitania, e una volta lì, lo lasciò e tornò dalla sua famiglia, sposando poco dopo il conte Guglielmo I di Provenza:
(Rodolfo il Glabro, Collection des mémoires de France par M. Guizot, Paris 1824, libro I, capitolo III, parte 180 e 181.)
Tuttavia, nonostante sia registrato da relative fonti contemporanee e successive (Richerio, Rodolfo il Glabro, il Chronicon Andegavensi e la Cronaca di Saint-Maxence, tra gli altri), l'esistenza di questo matrimonio è stata recentemente contestata dallo storico Carlrichard Brülh.

### Il regno
Alla morte del padre, il 2 marzo 986, il già incoronato Luigi V divenne il re incontrastato dei Franchi occidentali. A quel tempo, tuttavia, esistevano nella corte franca due fazioni: una guidata dall'arcivescovo Adalberone di Reims e dalla regina Emma, che, essendo fortemente influenzata dalla madre e imperatrice Adelaide, voleva il rinnovo delle relazioni amichevoli con la dinastia ottoniana; l'altra fazione voleva continuare la politica di Lotario, e approfittando della minorità dell'imperatore Ottone III, voleva una politica di espansione verso est e il recupero della Lotaringia. Inoltre, il giovane monarca ereditava una battaglia tra la linea paterna di re eletti (che era stata interrotta due volte dai Robertingi e una volta dai Bosonidi), e la casa ottoniana dell'imperatore Ottone I. Come difensore di Roma, Ottone I aveva il potere di nominare il clero nel territorio carolingio, e il clero che aveva nominato non sosteneva i carolingi.
Inizialmente la regina Emma dominava la situazione, ma nell'estate del 986 ci fu un'inversione di tendenza: il partito anti-ottoniano prevalse, dopo di che fu costretta a lasciare la corte e a cercare rifugio presso Ugo Capeto. Questo evento mise anche Adalberone in una situazione difficile: essendo stato elevato da Ottone I al potente arcivescovado di Reims, fu costretto a lasciare la sua sede episcopale e si rifugiò in una delle sue fortezze sul fiume Mosa, che apparteneva alla sfera ottoniana. La fuga dell'arcivescovo fu percepita da Luigi V come un tradimento; egli si rivolse violentemente contro Adalberone e lo minacciò di un assedio di Reims. La questione fu infine risolta in un processo a Compiègne. Prima di questo incontro, tuttavia, Luigi V cambiò idea e cercò una riconciliazione con Adalberone, e così nella primavera del 987, pianificò un incontro di pace con l'imperatrice Teofano, che agiva per conto di suo figlio Ottone III. Prima che tutte queste intricate vicende fossero risolte, Luigi V morì il 21 maggio 987 per una caduta durante la caccia nella foresta di Halatte vicino alla città di Senlis, sull'Oise. Fu sepolto nell'abbazia di Saint-Corneille a Compiègne.
Luigi V non lasciò eredi legittimi, così suo zio Carlo, duca della Bassa Lorena, fu nominato come successore al trono. Ma il clero, tra cui sia Adalberone che Gerberto di Aurillac (che in seguito divenne papa come Silvestro II), argomentò eloquentemente per l'elezione di Ugo Capeto, che non solo era di sangue reale ma aveva dato prova di sé attraverso le sue azioni e la sua forza militare. Ugo fu eletto al trono franco e Adalberone lo incoronò, il tutto entro due mesi dalla morte di Luigi V. Così il dominio della dinastia carolingia finì e l'era capetingia ebbe inizio.

## Albero genealogico
|                       |              |                             | Genitori                      |  |  | Nonni |  |  | Bisnonni             |  |  | Trisnonni           |  |
|                       |              |                             |                               |  |  |       |  |  | Carlo III di Francia |  |  | Luigi II di Francia |  |
|                       |              |                             |                               |  |  |       |  |  | Carlo III di Francia |  |  | Luigi II di Francia |  |
|                       |              | Adelaide del Friuli         |                               |  |  |       |  |  | Carlo III di Francia |  |  |                     |  |
| Luigi IV di Francia   |              |                             |                               |  |  |       |  |  | Carlo III di Francia |  |  |                     |  |
|                       |              | Eadgifu degli Angli-Sassoni | Edoardo I degli Anglo-Sassoni |  |  |       |  |  |                      |  |  |                     |  |
|                       |              | Eadgifu degli Angli-Sassoni | Edoardo I degli Anglo-Sassoni |  |  |       |  |  |                      |  |  |                     |  |
|                       |              | Eadgifu degli Angli-Sassoni | Elfleda                       |  |  |       |  |  |                      |  |  |                     |  |
| Lotario IV di Francia |              | Eadgifu degli Angli-Sassoni |                               |  |  |       |  |  |                      |  |  |                     |  |
|                       |              | Enrico I di Sassonia        | Ottone I di Sassonia          |  |  |       |  |  |                      |  |  |                     |  |
|                       |              | Enrico I di Sassonia        | Ottone I di Sassonia          |  |  |       |  |  |                      |  |  |                     |  |
|                       |              | Enrico I di Sassonia        | Edvige di Babenberg           |  |  |       |  |  |                      |  |  |                     |  |
| Gerberga di Sassonia  |              | Enrico I di Sassonia        |                               |  |  |       |  |  |                      |  |  |                     |  |
|                       |              | Santa Matilde di Ringelheim | Teodorico di Ringelheim       |  |  |       |  |  |                      |  |  |                     |  |
|                       |              | Santa Matilde di Ringelheim | Teodorico di Ringelheim       |  |  |       |  |  |                      |  |  |                     |  |
|                       |              | Santa Matilde di Ringelheim | Rinilde di Frisia             |  |  |       |  |  |                      |  |  |                     |  |
| Luigi V di Francia    |              | Santa Matilde di Ringelheim |                               |  |  |       |  |  |                      |  |  |                     |  |
|                       | Ugo d'Italia | Tebaldo d'Arles             |                               |  |  |       |  |  |                      |  |  |                     |  |
|                       | Ugo d'Italia | Tebaldo d'Arles             |                               |  |  |       |  |  |                      |  |  |                     |  |
|                       | Ugo d'Italia | Berta di Lotaringia         |                               |  |  |       |  |  |                      |  |  |                     |  |
| Lotario II d'Italia   | Ugo d'Italia |                             |                               |  |  |       |  |  |                      |  |  |                     |  |
|                       |              | Hilda                       | ?                             |  |  |       |  |  |                      |  |  |                     |  |
|                       |              | Hilda                       | ?                             |  |  |       |  |  |                      |  |  |                     |  |
|                       |              | Hilda                       | ?                             |  |  |       |  |  |                      |  |  |                     |  |
| Emma d'Italia         |              | Hilda                       |                               |  |  |       |  |  |                      |  |  |                     |  |
|                       |              | Rodolfo II di Borgogna      | Rodolfo I di Borgogna         |  |  |       |  |  |                      |  |  |                     |  |
|                       |              | Rodolfo II di Borgogna      | Rodolfo I di Borgogna         |  |  |       |  |  |                      |  |  |                     |  |
|                       |              | Rodolfo II di Borgogna      | Willa di Provenza             |  |  |       |  |  |                      |  |  |                     |  |
| Adelaide di Borgogna  |              | Rodolfo II di Borgogna      |                               |  |  |       |  |  |                      |  |  |                     |  |
|                       |              | Berta di Svevia             | Burcardo II di Svevia         |  |  |       |  |  |                      |  |  |                     |  |
|                       |              | Berta di Svevia             | Burcardo II di Svevia         |  |  |       |  |  |                      |  |  |                     |  |
|                       |              | Berta di Svevia             | Regelinda                     |  |  |       |  |  |                      |  |  |                     |  |
|                       |              | Berta di Svevia             |                               |  |  |       |  |  |                      |  |  |                     |  |